# 카를 슈르츠
카를 크리스티안 슈르츠(독일어: Carl Christian Schurz, 1829년 3월 2일 ~ 1906년 5월 14일)는 독일의 혁명가이자, 미국의 정치가, 개혁자와 신문 편집자 및 기자이다. 영어로는 칼 셔즈로 발음되며 그는 1848년 독일 혁명 후 미국으로 이민을 떠나 공화당의 현저한 당원이 되었다. 남북 전쟁에서 북군의 장군을 지낸 후 그는 짧게 존재한 자유 공화당을 창립하는 도움을 주었고, 공무원 개혁의 현저한 주창자가 되었다. 슈르츠는 미국 상원에서 미주리주를 대표하였고, 13대 내무 장관(1877년 ~ 81년)이었다.

## 어린 시절
1829년 3월 2일 현재 노르트라인베스트팔렌주 에르프트슈타트에 속하는 라인 프로이센의 리블라르에서 태어난 슈르츠는 학교 교사 크리스티안 슈르츠와 연설자와 저널리스트 마리안네 유센의 아들이었다. 그는 쾰른의 예수회 김나지움에서 수학하였고, 가정 교사 아래 피아노를 배웠다. 그의 가족에서 재정적 문제들은 그를 졸업 없이 1년 일찍이 학교를 떠나는 데 의무를 지었다. 후에 그는 특별 시험을 통과하여 김나지움을 졸업하고, 그러고나서 본 대학교에 입학하였다.

## 1848년 독일 혁명

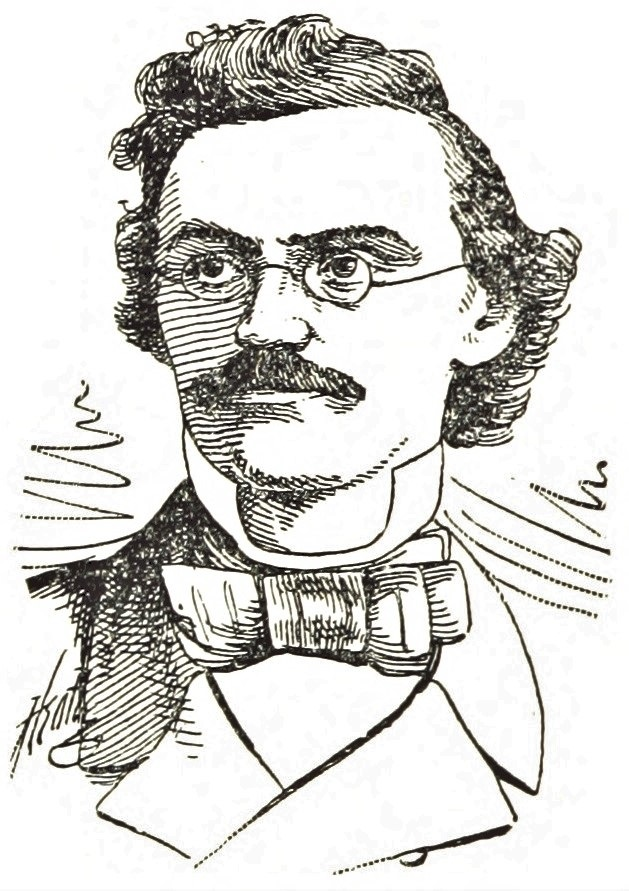
젊은 시절의 슈르츠

본에서 그는 자신의 교수들 중의 하나인 고트프리트 킹켈과 우정을 개발하였다. 그는 본에서 당시 회원들 프리드리히 폰 슈필하겐, 요하네스 오버벡, 율리우스 슈미트, 카를 오토 베버, 루트비히 마이어와 아돌프 슈트로트만을 포함한 국수주의의 슈투덴텐베르빈둥 부르셴샤프트(독일어: Studentenverbindung Bursheschaft) 프랑코니아에 가입하였다. 1848년 독일 혁명의 초기 이벤트들에 응답에서 슈르츠와 킹켈은 민주적 개혁들을 주창하는 신문 보너 차이퉁(독일어: Bonner Zeitung)을 창설하였다. 처음에 킹켈은 편집자였고, 슈르츠는 정규적 공헌자였다.
이 역할들은 킹켈이 프로이센 헌법 집회의 의원이 되는 데 베를린으로 떠날 때 전환되었다. 프랑크푸르트의 잔부 의회가 새로운 독일 헌법의 방어에 국민들이 무기들을 들어올리는 데 요구할 때 슈르츠, 킹켈과 본 대학교에서 온 다른이들도 그렇게 하였다. 이 분투가 있는 동안 슈르츠는 미국 남북 전쟁이 일어난 동안 북군에서 자신이 다시 만난 많은 이들 - 프란츠 지겔, 알렉산더 심멜페니히, 프리츠 아네케, 프리드리히 보이스트, 루트비히 블렝커와 다른 이들과 정통하게 되었다.
1849년 팔츠와 바덴에서 군사 캠페인이 있는 동안 그는 혁명 육군에 가입하여 프로이센 육군에 대항하는 몇몇의 전투들에서 싸웠다. 슈르츠는 자신의 부인 마틸데 프란치스카 아네케에 의하여 캠페인에 동행된 포병 사령관 프리츠 아네케의 부속 사관이었다. 아네케 부부는 후에 미국으로 이주하여 각각 공화당의 성원자들이 되었다. 아네케의 동생 에밀 아네케는 미시간주에서 공화당의 창립자였다. 프리츠 아네케는 남북 전쟁이 일어난 동안 위스콘신 의용 보병 34연대의 사령관이 되었으며, 그의 부인 마틸테는 미국의 노예 폐지론자들과 참정권 운동들 둘다에 공헌하였다.
1849년 혁명 육군이 라슈타트의 요새에서 패할 때 슈르츠는 내부에 있었다. 프로이센군이 자신들의 포로를 죽일 작정이라는 것을 알아차린 슈르츠는 취리히로 탈출하여 여행을 떠날 수 있었다. 1850년 그는 비밀적으로 프로이센으로 돌아와 슈판다우 교도소에서 킹켈을 구출하고, 그를 스코틀랜드 에딘버러로 탈출하는 도움을 주었다. 슈르츠는 그러고나서 파리로 갔으나 1851년 쿠데타의 전날 프랑스를 떠나는 데 경찰이 그를 강요하여 그는 런던으로 이주하였다. 1852년 8월까지 거기에 남아있던 그는 독일어를 가르치면서 자신의 생활을 만들었다.

## 미국으로 이민
런던에 있는 동안 슈르츠는 1852년 7월 동료 혁명가 요하네스 롱게의 시누이 마르가레테 마이어에게 결혼하고, 그러고나서 많은 다른 포티에이터들 같이 미국으로 이민을 갔다. 시초에 펜실베이니아주 필라델피아에서 살던 슈르츠 부부는 칼이 정치에서 자신의 흥미들을 양성하고, 마르가레테가 초기 어린이 교육에서 자신의 근본 업무를 시작한 위스콘신주 워터타운으로 이주하였다.
위스콘신주에서 슈르츠는 반노예주의 운동과 정치에 몰두하게 되어 공화당에 입당하였다. 1857년 그는 부지사를 위하여 성공하지 못한 공화당 후보였다. 에이브러햄 링컨과 스티븐 더글라스 사이에 다음 해의 일리노이주 캠페인에서 그는 링컨을 대표하여 거의 독일어로 연설자로서 일부를 차지하여 독일계 미국인 투표인들 사이에 링컨의 인기를 올렸다.
1858년 그는 위스콘신주 법정으로 수용되었고, 밀워키에서 법률 실습을 시작하였다. 1859년 위스콘신주 캠페인에서 그는 도망노예법을 공격하는 연설을 이루어 주들의 권리들을 위하여 주장하였다. 그해 4월 18일 보스턴에 있는 패뉴일 홀에서 그는 외국인으로부터 온 "진실적 미국인주의"에 연설을 하여 그것은 "토착 문화 부흥"의 책임을 맡은 공화당을 명확히 하는 데 의지되었다. 위스콘신주의 독일인들은 비성공적으로 1859년 주지사를 위하여 그의 임명을 몰아냈다. 1860년 공화당 국립 집회에서 슈르츠는 윌리엄 H. 슈어드를 위하여 투표한 위스콘신주에서 온 사절단의 연설자였으며, 이것에 불구하고 슈르츠는 자신의 임명의 소식에 링컨을 데려온 위원회에 있었다.
슈어드의 반대의 앙심에 자신의 선거 후, 혁명자로서 슈르츠의 유럽 기록에 근거를 두어 1861년 링컨 대통령이 그를 스페인에 공사로 보냈으며, 그는 남부를 성원하는 것으로부터 스페인을 조용히 단념시키는 데 성공하였다.

## 남북 전쟁

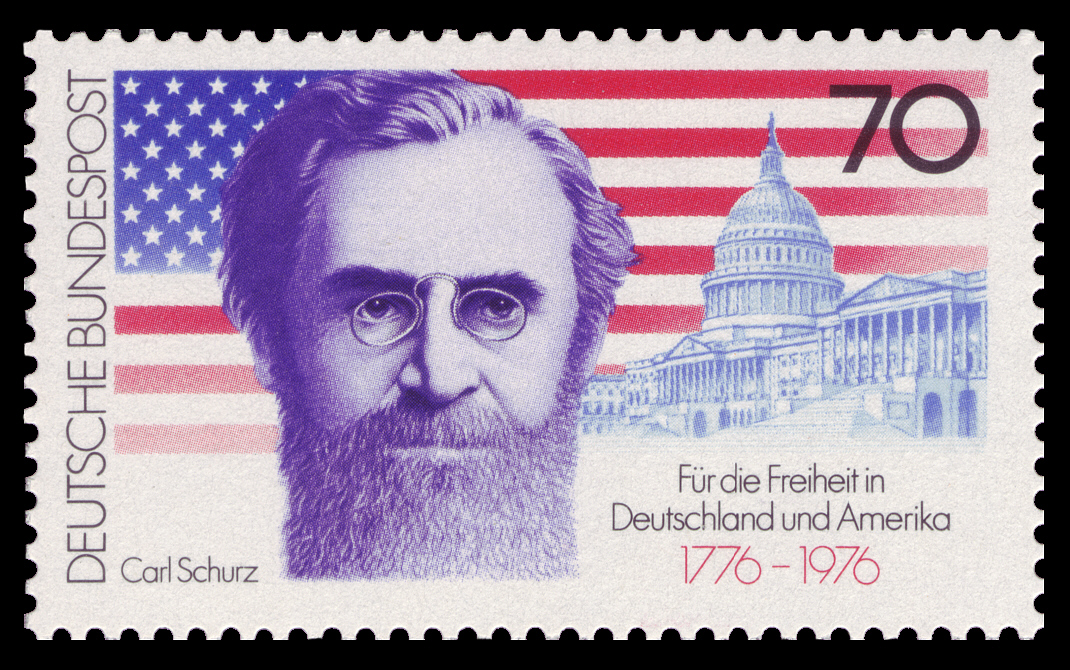
"독일과 미국에서 자유를 위하여" - 1976년 미국 독립 200주년을 위하여 슈르츠가 나온 서독의 기념 우표

남북 전쟁이 일어난 동안 슈르츠는 북군에서 장군으로서 우수성과 함께 복무하였다. 북군에서 자신에게 임관 사령을 승인하는 데 링컨을 설득시킨 슈르츠는 1862년 4월 북군 의용병의 준장으로 임관되었다. 6월 그는 처음에 존 C. 프레몬트 아래에, 그러고나서 프란츠 지겔의 군단에 디비전의 명령을 택하여 8월에 일어난 제2차 불런 전투에 참가하였다. 1863년 그는 소장으로 승진하였고, 둘다 올리버 O. 하워드 장군 아래 챈슬러즈빌과 게티스버그의 전투들에서 11 군단에 디비전을 지도하는 데 지정되었다. 쓰라린 논쟁이 챈슬러즈빌 전투에서 고용된 전략에 슈르츠와 하워드 사이에 음모를 꾸미기 시작하여 스톤월 잭슨에 의하여 지도된 남군에 의하여 11 군단의 행군 명령의 결과를 가져왔다. 2달 후에 11 군단은 게티스버그 전투의 첫날 동안 다시 깨졌다. 양전투에서 몇몇의 독일계 미국인 부대들을 포함한 11 군단의 실행은 신문에 의하여 무겁게 비판을 받아 반이민 감정들을 돋구었다.
게티스버그 전투에 이어 슈르츠의 디비전은 테네시주로 전개되어 채터누가 전투에 참가하였다. 거기서 그는 훗날의 상원 조지프 B. 포레이커, 존 패터슨 리와 모리스 라이언 버치월터의 동생 루서 모리스 버치월터와 함께 복무하였다. 찰스 섬너 상원은 채터누가 캠페인이 있는 동안 의회적 업저버였다. 후에 그는 내슈빌에서 훈령단의 명령에 놓여졌다. 그는 간단히 현역 복무에 돌아와 전쟁의 마지막 달들에 조지아주에서 헨리 슬로컴의 참모 총장으로서 노스캐롤라이나주에 있는 윌리엄 T. 셔먼의 군인들과 함께 하였다. 그는 1865년 4월 전쟁이 끝난 후, 육군으로부터 사임하였다.
1865년의 여름 앤드루 존슨 대통령은 상태들을 공부하는 데 남부를 통하여 슈르츠를 보냈고, 그러고나서 그들은 슈르츠가 미시시피주에서 시민군의 조직을 금지하는 슬로컴 장군의 명령을 성원하였기 때문에 다투었다. 완료의 권리들과 주들의 재허가와 의회적 위원회에 의한 더욱 나아가서 입법의 필요함의 조사를 암시한 슈르츠의 보고는 대통령에 의하여 무시되었다.

## 신문 경력
1866년 슈르츠는 디트로이트로 이주하여 디트로이트 포스트의 편집장을 지냈다. 이어진 해에 그는 세인트루이스로 이주하여 자신이 조지프 퓰리처를 견습 신문기자로 기용한 독일어 신문 베스틀리헤 포스트(웨스턴 포스트)의 편집자와 에밀 프리토리어스와 공동 경영자가 되었다. 1867년 ~ 68년의 겨울에 그는 독일로 여행을 떠나 오토 폰 비스마르크와 자신의 인터뷰의 기사는 자신의 회상록의 가장 재미있는 장들 중의 하나이다. 그는 1868년 대통령 선거 운동이 있는 동안 "지불 거절"(전쟁의 빚들)을 대항하고, "정직한 돈"(금본위제)를 위하여 연설하였다.

## 미국 상원
1868년 그는 미주리주에서 미국 상원으로 선출되어 그 주요부에 첫 독일계 미국인이 되었다. 그는 정부에서 국고의 책임, 반제국주의와 보전을 주창한 자신의 연설들로 평판을 얻었다. 이 시기 동안 그는 율리시스 S. 그랜트 행정부와 깨져 1870년 B. 그래츠 브라운을 주지사로 선출한 미주리주에서 자유 공화당 운동을 시작하였다.
페센든의 사망에 이어 슈르츠는 자신이 그랜트의 남부 정책은 물론 산토도밍고를 병합하는 데 그의 입찰을 반대한 하원 외교 위원회의 일원이었다. 슈르츠는 보불 전쟁 동안 미국 정부에 의하여 프랑스 육군에게 무기의 판매들과 그들을 위한 탄약의 제조의 위원회의 조사와 함께 참여하였다.
1869년 그는 의회에 공무원 개혁을 제공하는 데 첫 미국 상원이 되었다. 남부 제주의 재통합기 동안 슈르츠는 연방군의 집행과 아프리카계 미국인들의 공민권들의 보호에 반대되었고, 유럽의 우월의 19세기 아이디어들과 잡혼의 두려움들을 소지하였다.
1870년 슈르츠는 그랜트 대통령의 산토도밍고 병합과 집행 결의서 아래 남부에서 쿠 클럭스 클랜을 파괴하는 그의 군사 이용을 반대한 자유 공화당을 형성하는 도움을 주었다. 슈르츠는 민주당 도전자이자 전 맹방인 프랜시스 코크렐에게 1874년 상원 선거를 패하였다. 직을 떠난 후, 그는 다양한 신문들을 위하여 편집자로 일하였다. 1875년 그는 오하이오주지사의 직위를 다시 얻는 데 러더퍼드 B. 헤이스의 성공적인 선거 운동을 보조하였다. 1877년 슈르츠는 그때 미국의 대통령으로 선출된 헤이스에 의하여 내무 장관으로 임명되었다. 슈르츠가 정직하게 아메리카 인디언들에 인종 차별의 효과들을 줄이는 데 시도하고, 부패를 깨끗이 하는 데 부분적으로 성공하였어도 19세기 후반의 개발들의 빛에서 인디언들에 그의 해결들은 억압적이었다. 인디언들은 부족적 경제와 문화적 진흥을 위하여 어울리지 않은 낮은 품질의 보호 거주지로 이주하는 데 강요되었다. 헤이스 대통령과 슈르츠와 백악관에서 열린 회합들에서 인디언 추장들에게 만들어진 약속들은 항상 지켜지지 않았다.
1872년 그는 대통령을 위하여 호러스 그릴리를 임명한 자유 공화당 집회를 사회하였다. 슈르츠 소유의 선택은 찰스 프랜시스 애덤스 혹은 라이먼 트럼불이었고, 집회는 관세에 슈르츠의 전망들을 대표하지 않았다. 어쨌든 슈르츠는 그릴리를 위한 선거 운동을 벌였다. 특히 이 선거 운동에서, 그리고 상원으로서 자신의 경력과 나중을 통하여 그는 보통 비호의적인 방향에 하퍼스 위클리의 화가 토머스 내스트의 펜을 위한 목표였다. 그랜트는 압도적 대승리에 의하여 우승하였고, 선거가 있던 후 조만간 그릴리는 사망하였다.

## 내무 장관

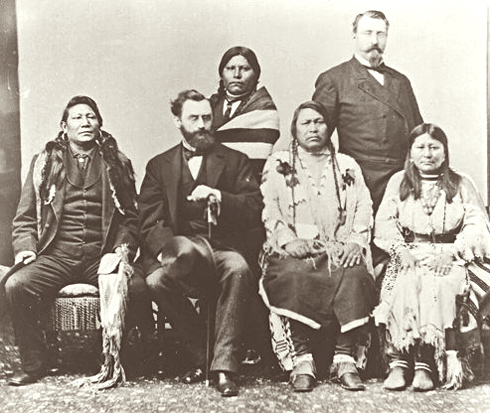
1880년 워싱턴 D. C.에서 유트족 인디언 사절단과 함께 한 슈르츠

1876년 그는 대통령을 위하여 헤이스를 성원하였고, 헤이스는 그를 내무 장관으로 임명하여 다른 내각 임명들과 자신의 취임식에서 자신의 거의 조언을 따라갔다. 이 내무부에서 슈르츠는 공무원에서 공훈으로 여기는 자신의 이론들을 강요하는 데 놓여져 원인들을 위하여를 제외하고 면직을 허락하지 않고, 사무의 신분을 위한 후보들을 위하여 경쟁적 시험들을 요구하였다. 정치적 임명권을 제외시키는 그의 노력들은 하지만 제한된 성공 만을 만났다. 초기의 자원 보호론자로서 그는 대지의 도둑들을 기소하고, 숲의 보존의 필요성으로 공공적 주의를 끌어들였다.
내무 장관으로서 슈르츠의 재직 기간 동안 인디언 정세국을 전쟁부로 옮기는 데 셔먼에 의하여 강하게 성원된 운동이 있었다. 지속적으로 그 강화 조약 프로그램으로 순서에서 통제를 다시 얻는 데 궁금했던 전쟁부로 인디언 정세국의 복구는 슈르츠에 의하여 반대되었고, 최후적으로 인디언 정세국은 내무부에 남아있었다. 인디언 정세국은 내무부의 가장 부패해져 왔다. 거기서 직위들은 정치적 보호에 기초를 두었고, 개인적 장식을 위하여 보류를 이용하는 데 면허를 승인하면서 보였다. 슈르츠는 공헌이 아무 긍정적인 일이 성취될 수 있기 전에 이런 부패를 깨끗이 할 것이라고 실감하여 업무의 넓은 규모의 조사를 시작하고, 몇몇의 관공리들을 면직시키고, 공무원 개혁을 시작하여 그것에 따라 직위들과 진급들이 정치적 보호가 아닌 공헌에 기초를 두게 되었다.
인디언 정세국의 슈르츠의 지도력은 논쟁이 되지 않았다. 확실히 인디언들에게 그들의 대지들에서 떠나 부족적 보호 구역들로 밀어넣는 데 캠페인의 기획자가 아니었던 동안 그는 지속적으로 보호 구역들에 부족들을 재정착시키는 인디언 정세국의 실습을 하였다. 몇몇의 19세기의 개혁자들에게 응답에서 그는 후에 자신의 마음을 바꾸고 융합 정책을 흥행하였다.

## 이후의 생애
1881년 내무부를 떠난 슈르츠는 뉴욕으로 이주하였다. 그해 노던 퍼시픽 철도의 회장 독일 출신의 헨리 빌라드는 뉴욕 이브닝 포스트와 네이션을 취득하여 경영을 슈르츠, 호러스 화이트와 에드윈 L. 고드킨에게 넘겼다. 슈르츠는 협동과 자신들의 고용주들을 여기는 편집 정책들에 다른점들 때문에 1883년 가을 뉴욕 이브닝 포스트를 떠났다.
1884년 그는 대통령과 그로버 클리블랜드의 선거를 위하여 제임스 블레인의 후보 임명에 대항하는 무소속 운동에서 지도자였다. 1888년부터 1892년까지 그는 함부르크 아메리칸 증기선 회사의 정통 미국 대표였다. 1892년 그는 국립 공무원 개혁 연맹의 회장으로서 조지 윌리엄 커티스의 뒤를 이었고, 1901년까지 그 직위를 보유하였다. 그는 또한 1892년 하퍼스 위클리를 위한 편집 작가로서 커티스의 뒤를 잇기도 하였고, 1898년까지 이 포지션을 보유하였다. 1895년 그는 뉴욕에서 퓨션 태머니 홀 반대 정견을 위하여 연설을 하였다. 그는 1896년 대통령을 위하여 윌리엄 제닝스 브라이언을 반대하여 공화당의 원조 아래가 아닌 건전한 돈을 위하여 연설하였고, 그는 또한 미국 반제국주의 연맹에서 자신의 회원으로 이끌기도 한 반제국주의 믿음들 때문에 4년 후 브라이언을 성원하였다.
자신의 반제국주의 설득력에 진실로 슈르츠는 미국-스페인 전쟁에 이어 대지를 병합하는 자극을 저항하는 데 매킨리를 관극히 권고하였다. 1904년 미국 대통령 선거에서 그는 민주당 후보 알턴 B. 파커를 성원하였다. 슈르츠는 자신의 좋은 친구 에이브러햄 저코비에 의하여 지어진 뉴욕주 레이크조지 노스웨스트베이에 있는 여름 별장에서 살았다.

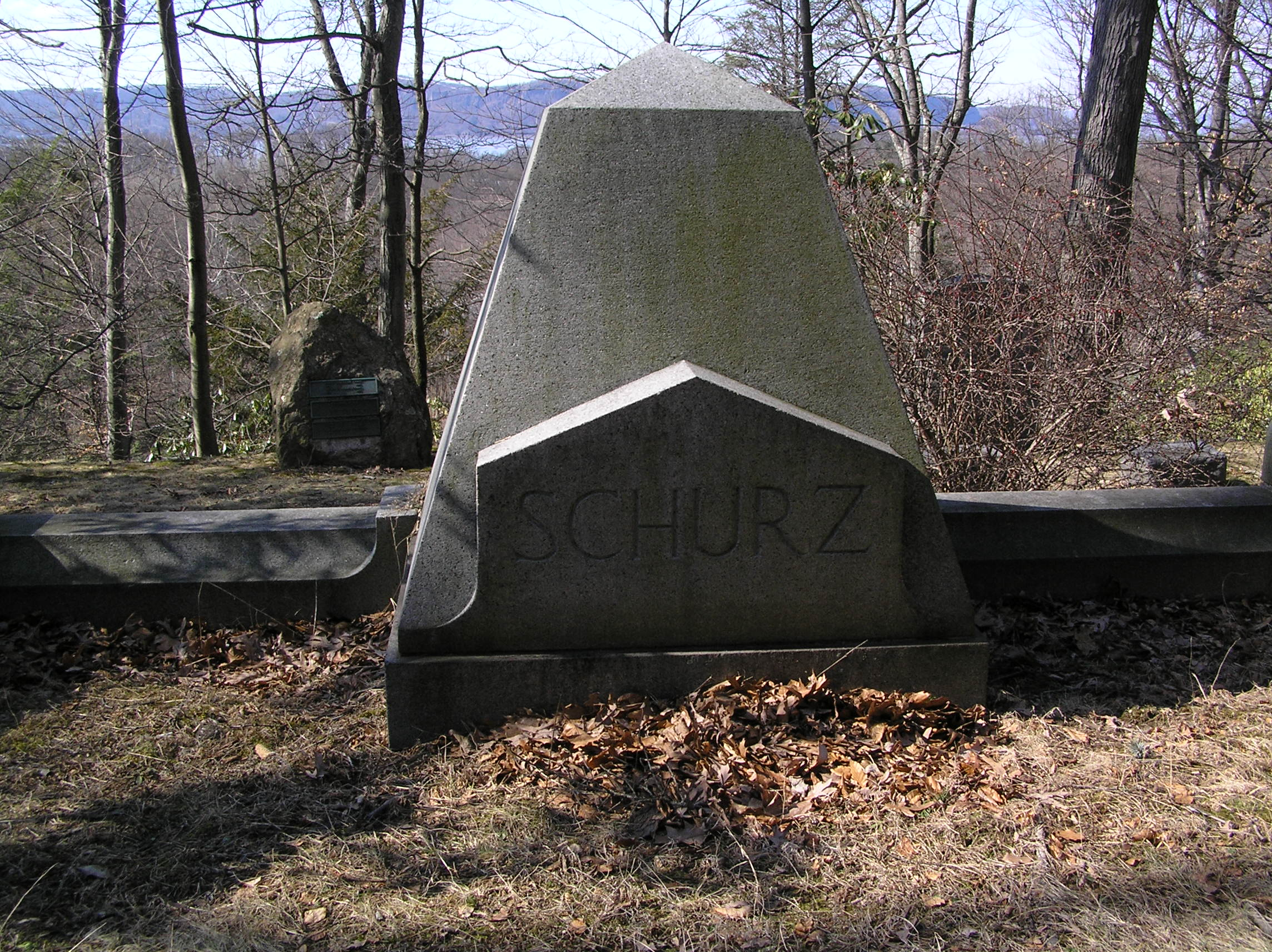
뉴욕주 슬리피홀로에 있는 슈르츠의 묘비

## 사망과 유산
1906년 5월 14일 슈르츠는 뉴욕에서 사망하여 뉴욕주 슬리피홀로에 있는 슬리피홀로 묘지에 안장되었다.
슈르츠의 부인 마르가레테 여사는 미국에서 유치원 시스템을 설립하는 데 수단이 되었다.
슈르츠는 "맞거나 혹은 잘못된 나의 나라, 만역 맞다면 맞도록 간직되고, 만약 잘못되었다면 맞게 세워라."고 말을 한 것으로 유명하다.

## 같이 보기
- 카를 슈르츠 공원

## 역대 선거 결과
| 선거명      | 직책명                  | 대수 | 정당   | 득표율   | 득표수 | 결과 | 당락                   |
| ----------- | ----------------------- | ---- | ------ | -------- | ------ | ---- | ---------------------- |
| 1868년 선거 | 상원의원 (미주리 제1부) | 41대 | 공화당 | 단독후보 | 무투표 | 1위  | 미주리주 상원의원 당선 |
| 1874년 선거 | 상원의원 (미주리 제1부) | 44대 | 공화당 | 3.15%    | 5표    | 3위  | 낙선                   |